# Mutare
Mutare (do 1982 r. Umtali) – miasto we wschodnim Zimbabwe będące ośrodkiem administracyjnym prowincji Manicaland, leżące przy linii kolejowej z Harare do Beiry w Mozambiku. Liczy ok. 224 tys. mieszkańców (2022). W Mutare znajduje się rafineria ropy naftowej (ropa dostarczana jest rurociągiem z Beiry). Przemysł spożywczy (gł. przetwórstwo kawy i herbaty), drzewny, materiałów budowlanych, chemiczny. W mieście montowane są samochody oraz znajdują się zakłady naprawcze taboru kolejowego. Węzeł drogowy, lotnisko, muzeum regionalne. W pobliżu miasta wydobywa się boksyty. Czwarte co do wielkości miasto kraju.

## Miasta partnerskie
- Portland, USA
- Haarlem, Holandia